# Barbican à tête noire
Tricholaema melanocephala
Espèce
Statut de conservation UICN

 LC  : Préoccupation mineure
Le Barbican à tête noire (Tricholaema melanocephala) est une espèce d'oiseaux de la famille des Lybiidae, dont l'aire de répartition s'étend sur le Soudan, l'Éthiopie, l'Érythrée, Djibouti, la Somalie, le Kenya, l'Ouganda et la Tanzanie.

## Liste des sous-espèces
Cet oiseau est représenté par quatre sous-espèces :
- Tricholaema melanocephala blandi Lort Phillips, 1897 ;
- Tricholaema melanocephala flavibuccalis Reichenow, 1893 ;
- Tricholaema melanocephala melanocephala (Cretzschmar, 1829) ;
- Tricholaema melanocephala stigmatothorax Cabanis, 1878.